# Hydroptila acadia
Hydroptila acadia is een schietmot uit de familie Hydroptilidae. De soort komt voor in het Nearctisch gebied.